# معدل الحمل

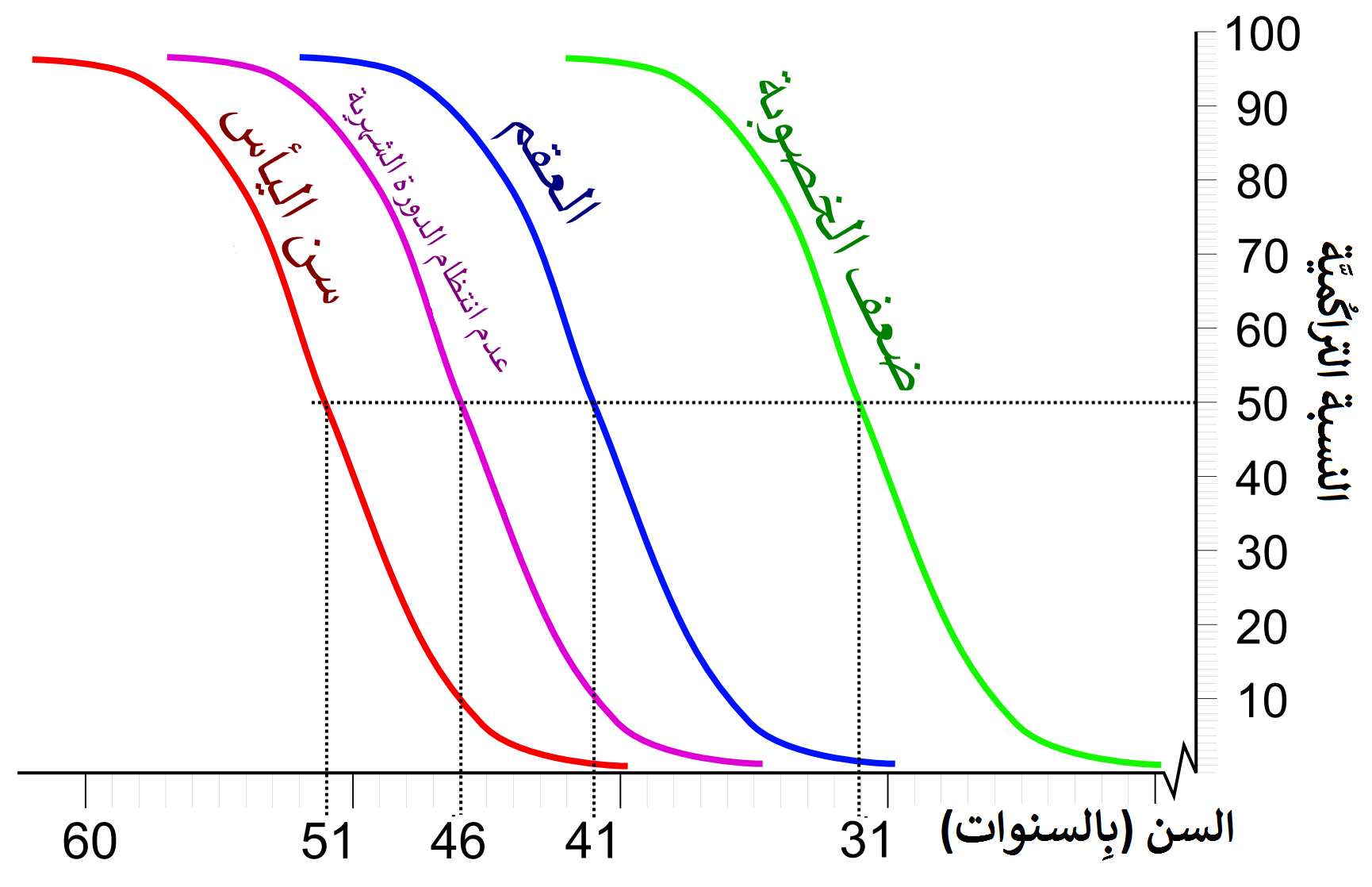

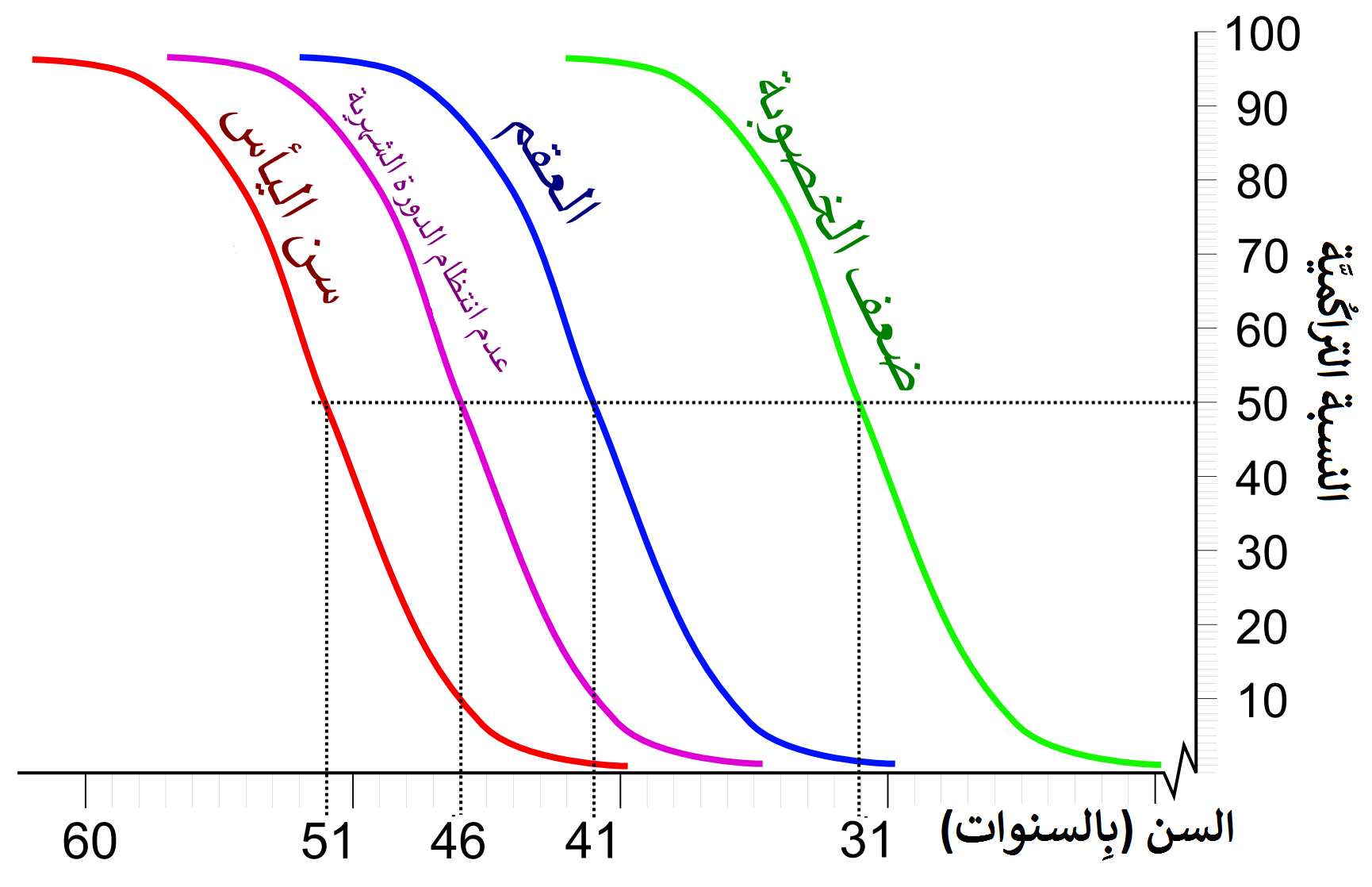

معدل الحمل هو معدل نجاح الحمل وهي النسبة المئوية لجميع المحاولات التي تؤدي إلى الحمل، مع محاولات تشير بشكل عام إلى دورات الطمث حيث يتم استخدام التلقيح أو أي مكافئ اصطناعي، والذي قد يكون التلقيح الاصطناعي البسيط (AI) أو AI مع إخصاب إضافي في المختبر.

## تعريفات
لا يوجد تعريف مقبول عالميا للمصطلح. وبالتالي قد تعتمد معدلات الحمل في التلقيح الصناعي على دورات علاج مبدئية، أو دورات خضعت لاسترجاع البويضات، أو دورات تم فيها نقل الأجنة. من حيث النتيجة قد يشير مصطلح «الحمل» إلى اختبار الحمل الإيجابي، أو دليل على الحمل مع جنين أو انغراس «قابلة للحياة». علاوة على ذلك يمكن أن تتأثر معدلات الحمل في التلقيح الصناعي عن طريق نقل أجنة متعددة قد تؤدي إلى ولادات متعددة. يشير التعريف الدقيق في إعداد التلقيح الصناعي إلى معدل الحمل الفردي الذي يحدد عدد المواليد الأحياء الذين يولدون فيما يتعلق بدورات التلقيح الصناعي التي تم البدء فيها.

## معدلات مهمة

### معدل الإخصاب
في التلقيح الصناعي أو مشتقاته، يمكن استخدام معدل الإخصاب لقياس عدد البويضات التي يتم تخصيبها بواسطة الحيوانات المنوية. يطلق على معدل الإخصاب صفر في دورة واحدة، حيث لا يتم تخصيب البويضات ما يعني فشل إخصاب كامل. قد يكون العلاج بالحقن المجهري المتكرر مفيدًا أو ضروريًا في الأزواج الذين يعانون من فشل إخصاب كامل.

### معدل الزرع
معدل الزرع هو النسبة المئوية للأجنة التي تخضع لعملية زرع بنجاح مقارنة بعدد الأجنة المنقولة في فترة معينة. وعمليًا يتم حسابه بشكل عام على أنه عدد الأكياس الحملية داخل الرحم التي تتم ملاحظتها عن طريق التصوير بالموجات فوق الصوتية عبر المهبل مقسومًا على عدد الأجنة المنقولة. كمثال، أبلغ أحد المراكز في الولايات المتحدة عن معدل زرع في التلقيح الصناعي بنسبة 37 ٪ في عمر الأم أقل من 35 عامًا، و 30 ٪ عند 35 إلى 37 عامًا، و 22 ٪ عند 38 إلى 40 عامًا، و 12 ٪ عند 41 إلى 42 سنة.
من المرجح أن يتم زرع البويضة الملقحة بنجاح في الرحم بعد 8 إلى 10 أيام من الحمل. إذا لم يتم زرع البويضة الملقحة في اليوم العاشر، يصبح من غير المحتمل بشكل متزايد في الأيام اللاحقة الزرع

### معدل المواليد الأحياء
معدل المواليد الأحياء هو النسبة المئوية لجميع الدورات التي تؤدي إلى الولادة الحية، ويتم تعديل معدل الحمل للإجهاض أو ولادة جنين ميت. على سبيل المثال، في عام 2007 أبلغت العيادات الكندية عن معدل المواليد الأحياء بنسبة 27٪ مع الإخصاب في المختبر.